# Santa Lucia della Tinta
Santa Lucia della Tinta, även benämnd Sancta Lucia Quattuor Portarum, är en kyrkobyggnad i Rom. Det är oklart huruvida kyrkan ursprungligen helgades åt den heliga Lucia av Syrakusa eller den heliga Lucia av Rom, en änka, som led martyrdöden tillsammans med kateketen Geminianus.
Kyrkan är belägen vid Via di Monte Brianzo i Rione Campo Marzio och tillhör församlingen Sant'Agostino in Campo Marzio.
Tillnamnet ”Tinta” kommer av tintori, det vill säga ”färgare”, vilka i grannskapet hade sina bodar.

## Kyrkans historia
Kyrkans första dokumenterade omnämnande förekommer i en inskription från år 1002.
År 1580 övertogs kyrkan av Compagnia dei Cocchieri, kuskarnas gille, som lät genomföra en genomgripande restaurering. Den nuvarande fasaden uppfördes år 1715 efter ritningar av arkitekten Tommaso Mattei.
Interiören har pilastrar med korintiska kapitäl. Den av fukt skadade freskmålningen över högaltaret föreställer Jungfru Maria änglarnas drottning med Jesusbarnet och Johannes Döparen som barn, den helige Josef och den heliga Katarina av Alexandria samt en donator. Takfresken Jungfru Marie himmelsfärd med den heliga Lucia är ett verk av Taddeo Kuntz.
Bland interiörens övriga konstverk kan nämnas Den heliga Lucia och en ängel från 1600-talet, 1700-talsmålningen Madonna Salus Infirmorum med Jesusbarnet och helgon samt De heliga martyrerna Lucia och Geminianus från 1600-talet.

## Omnämningar i kyrkoförteckningar
| Katalog                   | År         | Benämning                              |
| ------------------------- | ---------- | -------------------------------------- |
| Il Catalogo Parigino      | cirka 1230 | s. Lucia quatuor portarum              |
| Il Catalogo di Torino     | cirka 1320 | Ecclesia sancte Lucie quatuor portarum |
| Il Catalogo del Signorili | cirka 1425 | sce. Lucie quatuor portarum            |

## Bilder
| - Santa Lucia della Tinta (nummer 508 vid den röda pilen) på Giovanni Battista Nollis topografiska karta över Rom från år 1748. |